# Колбик, Нина Фёдоровна
Нина Фёдоровна Колбик (в девичестве — Бакунец) (бел. Ніна Фёдараўна Колбік (Бакунец); род. 3 января 1945, д. Туры, Столинский район) — Герой Социалистического Труда (1966).

## Биография
С 1962 года — свинарка, с 1973 года — приёмщик молока в колхозе «17 Сентября» Столинского района. Звание Героя присвоено за успехи в увеличении производства и заготовок мяса.